# Armengol Coll y Armengol
Armengol Coll y Armengol CMF (* 11. Januar 1859 in Ivars d’Urgell; † 21. April 1918 in Santa Isabel) war ein römisch-katholischer Ordensgeistlicher und Apostolischer Vikar von Fernando Poo.

## Leben
Armengol Coll y Armengol trat der Ordensgemeinschaft der Claretiner bei und empfing am 24. September 1881 die Priesterweihe.
Papst Leo XIII. ernannte ihn im August 1890 zum Präfekten von Fernando Poo. Papst Pius X. ernannte ihn am 10. Mai 1904 zum Apostolischen Vikar von Fernando Poo und zum Titularbischof von Thignica. Der Kardinalpräfekt der KongregationDe Propaganda Fide, Girolamo Maria Gotti OCD, spendete ihm am 19. Juni desselben Jahres die Bischofsweihe; Mitkonsekratoren waren Diomede Panici, Sekretär der Ritenkongregation, und Kurienbischof Raffaele Virili. 